# سيرجيو باريلا
سيرجيو خافيير باريلا مارتينيز (بالإنجليزية: Sergio Javier Barila Martínez)‏ (مواليد 15 مارس 1973 في بلنسية) لاعب كرة قدم غيني استوائي دولي معتزل كان يجيد اللعب في مركز الدفاع .

## روابط خارجية
- سيرجيو باريلا على موقع الاتحاد الدولي (مؤرشف)  (الإنجليزية)
- سيرجيو باريلا على موقع قاعدة بيانات كرة القدم.إي يو (الإنجليزية)
- سيرجيو باريلا على موقع ناشيونال فوتبول تيمز (الإنجليزية)